# Amárantos (ort i Grekland, Nomós Kardhítsas)
Amárantos är en ort i Grekland.   Den ligger i prefekturen Nomós Kardhítsas och regionen Thessalien, i den centrala delen av landet, 210 km nordväst om huvudstaden Aten. Amárantos ligger 706 meter över havet och antalet invånare är 317.
Terrängen runt Amárantos är lite bergig. Runt Amárantos är det glesbefolkat, med 13 invånare per kvadratkilometer. Närmaste större samhälle är Karditsa, 17,9 km norr om Amárantos. I omgivningarna runt Amárantos växer i huvudsak blandskog.